# Buddhaghosa

Buddhaghosa met drie exemplaren van de Visuddhimagga

Bhadantācariya Buddhaghosa was een vertaler binnen het Theravada Boeddhisme. Hij leefde in de 5e eeuw, was van oorsprong Indiaas, en werkte in Sri Lanka. Buddhaghosa betekent "stem van de Boeddha" in de taal Pali. Hij vertaalde oude Sinhalese commentaren op de teksten terug naar het Pali. Verschillende commentaren zijn ook aan hemzelf toegeschreven, waaronder commentaren op de Suttapitaka en de Vinaya.

## Visuddhimagga
Het door hem geschreven boek Visuddhimagga (Pali, Het Pad van Reiniging) is een uitgebreide handleiding van het Theravada Boeddhisme en wordt tot op de dag van vandaag gebruikt. Het boek is onderverdeeld in Sīla (Ethiek), Samādhi (Meditatie) en Pañña (Wijsheid). Dit is de traditionele onderverdeling van de boeddhistische leer en betekent dat ethiek essentieel is voor meditatie, dat meditatie essentieel is voor wijsheid, en dat wijsheid op haar beurt weer essentieel is voor ethiek. Volgens het boeddhistisch standpunt is dit het "pad van reiniging", aangezien het de geest reinigt van verontreinigingen zoals hebzucht, haat en waanvoorstellingen.

## Verder lezen
- Flickstein, Matthew, De zeven stadia van zuivering. . Een praktische kennismaking met de Visuddhimagga. Rotterdam: Asoka. ISBN 9789056700850
- Kalupahana, David J. (1992), A history of Buddhist philosophy. Delhi: Motilal Banarsidass Publishers Private Limited